# Grand Motet
Grand Motet (česky: velké moteto) byl hudební žánr, populární ve Francii v období baroka. Jedná se o protiklad malého moteta (Petit motet). 

## Charakteristika
Termín grand motet pochází z pozdější doby, použil ho poprvé až roku 1899 muzikolog Michel Brenet.. V období, kdy byla velká moteta tvořena, se nazývala jako motet pour deux choeurs (moteto pro dva sbory), motet å grand choeur nebo motet solennel. Obsahuje předehru a pak sóla, duety, tercety a kvartety s instrumentálním doprovodem prokládané instrumentálními preludii a interludii. Charakteristické je pro něj kontrastování početně obsazeného „velkého sboru“, pěti- nebo šestihlasého, a „malého sboru“ tvořeného sólisty, zpravidla čtyřmi.

## Skladatelé
- Jean-Baptiste Lully – jeho velká moteta jsou velkého rozsahu, důraz na sbor
- Henry Du Mont
- Pierre Robert
- Marc-Antoine Charpentier – složil okolo 70 motet
- Michel Richard Delalande – složil okolo 70 motet
- Pascal Collasse – jeho moteta se nedochovala
- Henri Desmarets
- Charles-Hubert Gervais – složil 42 motet
- François Couperin – složil 12 velkých motet, která se nedochovala; skládal mistrovská malá moteta
- Antoine Blanchard – složil 11 velkých motet
- Sébastien de Brossard
- Jean Gilles
- André Campra – publikoval 5 velkých motet
- Nicolas Bernier
- Jean-Joseph de Mondonville
- Jean-Philippe Rameau – dochovala se pouze 4 velká moteta